# Kyle Scott
Kyle Michael Scott (Bath, 12 december 1997) is een Engels-Iers-Amerikaans voetballer die als middenvelder speelt.

## Carrière
Kyle Scott speelde in de jeugd van Southampton FC en Chelsea FC. Hij debuteerde voor Chelsea op 16 februari 2018, in de met 4-0 gewonnen thuiswedstrijd tegen Hull City AFC in het toernooi om de FA Cup. Hiervoor had hij al wel enkele wedstrijden op de bank gezeten in de Premier League, FA Community Shield, EFL Cup én de UEFA Champions League. Ook speelde hij enkele wedstrijden voor Chelsea onder 23 in het toernooi om de Football League Trophy. In het seizoen 2018/19 werd Scott door Telstar van Chelsea FC gehuurd. Per januari 2019 werd de huurovereenkomst ontbonden. In 2019 vertrok Scott bij Chelsea en sloot transfervrij aan bij Newcastle United FC, waar hij in het tweede elftal speelt.

### Statistieken
| Seizoen                        | Club                | Competitie     | Competitie | Competitie | Beker | Beker | Internationaal | Internationaal | Overig | Overig | Totaal | Totaal |
| Seizoen                        | Club                | Competitie     | Wed.       | Dlp.       | Wed.  | Dlp.  | Wed.           | Dlp.           | Wed.   | Dlp.   | Wed.   | Dlp.   |
| ------------------------------ | ------------------- | -------------- | ---------- | ---------- | ----- | ----- | -------------- | -------------- | ------ | ------ | ------ | ------ |
| 2017/18                        | Chelsea FC          | Premier League | 0          | 0          | 1     | 0     | 0              | 0              | 0      | 0      | 1      | 0      |
| 2018/19                        | → Telstar           | Eerste divisie | 14         | 2          | 0     | 0     | –              | –              | –      | –      | 14     | 2      |
| 2019/20                        | Newcastle United FC | Premier League | 0          | 0          | 0     | 0     | –              | –              | 0      | 0      | 0      | 0      |
| Carrièretotaal                 | Carrièretotaal      | Carrièretotaal | 14         | 2          | 1     | 0     | 0              | 0              | 0      | 0      | 15     | 2      |
| Bijgewerkt op 11 augustus 2019 |                     |                |            |            |       |       |                |                |        |        |        |        |